# 松平斉宣
松平 斉宣（まつだいら なりこと）は、江戸時代後期の大名。播磨国明石藩8代藩主。官位は従四位上兵部大輔、左近衛少将。直良系越前松平家9代。

## 生涯
11代将軍・徳川家斉の二十六男として誕生。12代将軍・徳川家慶の異母弟。家斉の末息子であり、甥にあたる13代将軍・徳川家定よりも年下である。同母兄に越前国福井藩主となった松平斉善、武蔵国川越藩の嫡子である松平斉省がいる。
天保11年（1840年）、播磨明石藩主・松平斉韶の養嗣子となり家督を相続した。斉韶の嫡子である直憲（のち慶憲）を退けての強引な藩主就任であった。慶憲の生母・季遠姫はこれを嘆いて憤死したとも自殺したともいう。将軍の子が藩主になったことで、藩の石高は6万石から8万石に加増された。しかし、斉宣はさらに10万石への加増を老中らに求めたといわれ（御三家に挨拶に伺う際、10万石以下は表門から入れないとの理由で）、この要求によって8万石でありながら10万石格という複雑な事態が発生した。この10万石格という格式の維持と、将軍の子であるが故に莫大な支出を要し、明石藩の財政難にますます拍車がかかることとなった。
天保15年（1844年）、病気で重篤になり、嗣子がなかったため先代斉韶の嫡子・直憲が世嗣に立てられた。享年20。

## 官歴
※日付は旧暦
- 1837年（天保8年）3月9日、従四位上に叙位。侍従任官。兵部大輔兼任。
- 同年8月25日、左近衛権少将に転任し、兵部大輔兼任如元。
- 1840年（天保11年）2月26日、家督相続し、明石藩主となる。
- 同年11月1日、石高10万石格となる。

以上

## 逸話
斉宣が参勤交代で尾張藩領（当時の藩主は斉宣の異母兄にあたる斉荘）を通過中、3歳の幼児が行列を横切った。斉宣の家臣たちはこの幼児を捕らえて宿泊先の本陣へ連行した。村民たちは斉宣の許へ押し寄せて助命を乞うたが許されず、この幼児は処刑された。この処置に激怒した尾張藩は、御三家筆頭の面子にかけて、今後は明石藩主の尾張領内通行を認めないと通告するに至った。このため以降明石藩は、尾張領内においては行列を立てず、藩士たちは脇差し1本のみ帯び、農民や町人に変装して通行したという。
上記は同時代の肥前平戸藩主・松浦静山が随筆『甲子夜話』で記すところによるものであるが、尾張、明石両藩、街道沿いの地域の歴史記録や公文書で、この事件に関するものは現在に至るまで発見されていない。また三田村鳶魚は随筆『帝国大学赤門由来』において、幼児の父親である猟師の源内が鉄砲で斉宣を射殺したと記述しているが、こちらも根拠のある話ではない。
この巷談はのちに映画『十三人の刺客』として翻案された。映画での明石藩主は「将軍家の弟の松平斉韶（斉宣の先代藩主と同名）」とされたが、後に発表された小説化作品では斉宣となっている。

## 系譜
- 父：徳川家斉（1773-1841）
- 母：本輪院（?-1850） - 以登、諸星信邦養女、大岩盛英娘
- 養父：松平斉韶（1803-1868）
- 正室：桃 - 酒井忠実娘
- 婚約者：恒 - 有馬頼貴娘
- 養子
  - 男子：松平慶憲（1826-1897） - 松平斉韶の長男